# Grand Prix Général Patton
Le Grand Prix Général Patton  est une course cycliste luxembourgeoise. Elle se déroule au mois de juillet et met aux prises uniquement des coureurs juniors (17/18 ans). La course fait partie de l'UCI Coupe des Nations Juniors entre 2008 et 2019. Cette course rend hommage au général américain George Patton.

## Palmarès
| Année     | Catégorie | Vainqueur             | Deuxième             | Troisième           |
| --------- | --------- | --------------------- | -------------------- | ------------------- |
| 1947      | Cadets    | Johny Goedert         | Jean-Paul Maret      | Roby Bintz          |
| 1947      | Cadets    | Josy Besch            | Albert Kirchen       | Lull Gillen         |
| 1947      | Amateurs  | Marcel Ernzer         | Willy Kemp           | André Hoffmann      |
| 1947      | Indép.    | Marcel Wang           | Henri Ackermann      | Roger Jacobs        |
| 1948      | Débutants | Jean Schmit           | Guy Kirsch           | Gusty Feyder        |
| 1948      | Amateurs  | Marcel Ernzer         | Josy Didier          | Henri Kellen        |
| 1949      | Amateurs  | Henri Kass            | Roby Bintz           | André Hoffmann      |
| 1950      | Amateurs  | Charly Gaul           | Josy Lamesch         | Jempy Schmitz       |
| 1951      | Amateurs  | Charly Gaul           | Renzo Accordi        | Roger Ludwig        |
| 1952      | Cadets    | Théo Lamesch          | Nico Ferrari         | Nic. Kirsch         |
| 1953      | annulé    | annulé                | annulé               | annulé              |
| 1954      | Amateurs  | Théo Simon            | Norbert Jeblick      | Dominique Zago (de) |
| 1955      | Amateurs  | Aldo Bolzan           | Antoine Roderes      | Erny Jost           |
| 1956      | Amateurs  | Edmond Jacobs         | Théo Simon           | Louis Grisius (de)  |
| 1957      | Amateurs  | Erny Jost             | Bruno Martinato      | Eudore Messens      |
| 1958      | Amateurs  | Emile Daems           | Arie van Houwelingen | Jan Hugens          |
| 1959      | Amateurs  | Louis Grisius (de)    | Dominique Zago (de)  | René Andring (de)   |
| 1960      | Cadets    | Léon Chaussy          | Jeff Bruck           | Josy Mersch         |
| 1961      | Cadets    | Ferdy Reuland         | Pierre Philippe      | Léon Chaussy        |
| 1962      | Cadets    | Nicky Sassel          | Aloyse Eischen       | Arthur Remacle      |
| 1963      | Juniors   | Willy Day             | Aloyse Eischen       | Jean Sauveur        |
| 1964      | Juniors   | Roger Gilson          | Nico Langehegermann  | Nico Igel           |
| 1965      | Juniors   | Roland Smaniotto      | Nico Folschette      | Nico Christen       |
| 1966      | Juniors   | Robert Bischel        | Jürgen Siegel        | René Dernoeden      |
| 1967      | Juniors   | Heribert Ferring      | Erny Kirchen         | Jochen Werner       |
| 1968      | Juniors   | Michel Thouvenin      | Josef Dziuk          | Nico Neyer          |
| 1969      | Juniors   | André Beullens        | Nico Neyer           | Robert Michot       |
| 1970      | Juniors   | Raymond Uhres         | Bo Carlson           | Nico Neyer          |
| 1971      | Juniors   | Rudi Scheler          | Bernard Vallet       | René Habeaux        |
| 1972      | Juniors   | René Habeaux          | Tommy Prim           | Paul Wieland        |
| 1973      | Juniors   | Livio Ravagnan        | Roland Nihlen        | Fernand Jucken      |
| 1974      | Juniors   | Bengt Nymann          | Peter Tijssen        | Peter Billigmann    |
| 1975      | Juniors   | Roby Godart           | Daniel Plummer       | Jos Bellemakers     |
| 1976      | Juniors   | Guy Greis             | Pierre Everard       | Jos Bellemakers     |
| 1978      | Juniors   | Thierry Septon        | Claude Michely       | Josy Allegrini      |
| 1979      | Juniors   | Johan van Asten       | Hans-Werner Theisen  | Acácio da Silva     |
| 1980      | Juniors   | Peter Stigson         | Marc Schefers        | Alain Mat           |
| 1981      | Juniors   | Corneille Daems (it)  | Eric Stoecklin       | Gino Meex           |
| 1982      | Juniors   | Michel Friedmann      | Henri Schnadt        | Guy Schaltz         |
| 1983      | Juniors   | Andreas Merkle        | Bruno Bruyère        | Axel Rust           |
| 1984      | Juniors   | Pascal Triebel        | Jean-Michel Lance    | Olivier Triebel     |
| 1985      | Juniors   | Adriano Tempesta      | Christian Elsen      | Udo Thimm           |
| 1986      | Juniors   | Johan Cuypers         | Andrew Moss          | Gino Jansen         |
| 1987      | Juniors   | Patrick Evenepoel     | Igor Van den Berghe  | Andrew Moss         |
| 1988      | Juniors   | Philip Vandevelde     | Marc Patry           | Aly Weber           |
| 1989      | Juniors   | Philippe Wirtgen      | Vincent Spitaleri    | Daniel Martinez     |
| 1990      | Juniors   | Eric Van de Boom      | Frédéric Noiset      | Johannes Thiel      |
| 1991      | Juniors   | Philippe Diederen     | Mauro Zanella        | Michael Bier        |
| 1992      | Juniors   | Steven Persoon        | Rolf Verhaegen       | Eddy Dalmas         |
| 1993      | Juniors   | Roger van de Wal      | Ivan Peeters         | Arno Bouten         |
| 1994      | Juniors   | Jan D'Hooghe          | Kris De Coen         | Claude Entringer    |
| 1995      | Juniors   | Christian Poos        | Claude Entringer     | Jos Lucassen        |
| 1996      | Juniors   | Kim Kirchen           | Mike Guilliams       | Sven Gees           |
| 1997      | Juniors   | Vincent Van der Kooij | Sven Gees            | Christian Hölzl     |
| 1998      | Juniors   | Eric Baumann          | Christian Knees      | Jelle van Groezen   |
| 1999      | Juniors   | Igor Abakoumov        | Samuel Ardouin       | Frederik Pieters    |
| 2000      | Juniors   | Wim De Vocht          | Stefan Cohnen        | Kevin De Weert      |
| 2001      | Juniors   | Jukka Vastaranta      | Niels Scheuneman     | Johnny Hoogerland   |
| 2002      | Juniors   | Jukka Vastaranta      | Matej Jurčo          | Mathieu Perget      |
| 2003      | Juniors   | Mikaël Cherel         | Michael Schär        | Pieter Jacobs       |
| 2004      | Juniors   | Simon Špilak          | Sjoerd Commandeur    | Wim Van Hoolst      |
| 2005      | Juniors   | Thomas Vedel Kvist    | André Steensen       | Thomas Guldhammer   |
| 2006      | Juniors   | Gert Dockx            | David Hesselbarth    | Rasmus Guldhammer   |
| 2007      | Juniors   | Dimitri Le Boulch     | Ole Haavardsholm     | Thomas Bonnin       |
| 2008      | Juniors   | Sebastian Lander      | Michael Matthews     | Thomas Sprengers    |
| 2009      | Juniors   | Jan Hirt              | Barry Markus         | Michael Valgren     |
| 2010      | Juniors   | Olivier Le Gac        | Jay McCarthy         | Damien Howson       |
| 2011      | Juniors   | Adrien Legros         | Ivar Slik            | Matej Mohorič       |
| 2012      | Juniors   | Quentin Jauregui      | Silvio Herklotz      | Lennard Hofstede    |
| 2013      | Juniors   | Christoffer Lisson    | Mathieu van der Poel | Alexander Wachter   |
| 2014      | Juniors   | Aleksandr Vlasov      | Valentin Madouas     | Lorenzo Fortunato   |
| 2015      | Juniors   | Marc Hirschi          | Georg Zimmermann     | Bjorg Lambrecht     |
| 2016      | Juniors   | Andreas Kron          | Tanguy Turgis        | Marc Hirschi        |
| 2017      | Juniors   | Michele Gazzoli       | Matej Blaško         | Mauro Schmid        |
| 2018      | Juniors   | Remco Evenepoel       | Mattia Petrucci      | Xandres Vervloesem  |
| 2019      | Juniors   | Marco Brenner         | Hugo Toumire         | Maurice Ballerstedt |
| 2020-2021 | annulé    | annulé                | annulé               | annulé              |
| 2022      | Juniors   | Jarno Widar           | Kevin Biehl          | Tyson Borremans     |
| 2023      | Juniors   | William Graff         | Joshua Cranage       | Lars Vanden Heede   |
| 2024      | Juniors   | Paul Fietzke          | Theodor Clemmensen   | Anatol Friedl       |
| 2025      | Juniors   | Noah Lindholm Møller  | Gijs Schoonvelde     | Roberto Capello     |